# Utensilnord
Utensilnord war ein ungarisch-italienisches Radsportteam mit Sitz in Budapest.

## Geschichte
Das Radsportteam LPR verlor 2009 nach zwei Dopingfällen seinen Hauptsponsor LPR und löste sich auf. Giovanni Fidanza gründete aus den Resten das neue Team De Rosa-Stac Plastic. 11 Fahrer, der Manager Fabio Bordonali und mehrere Betreuer wechselten zu De Rosa-Stac Plastic.
Die Mannschaft wurde am 27. Oktober 2009 gegründet und nahm zunächst unter dem Namen De Rosa-Ceramica Flaminia als Professional Continental Team an den internationalen Straßenradrennen teil. Manager ist Fabio Bordonali, der von dem Sportlichen Leiter Ferenc Stubán und Marco Tabai unterstützt wird. Die Mannschaft wird mit Fahrrädern der Marke De Rosa ausgestattet.
In der Saison 2012 hieß das Team Utensilnord-Named, nicht zu verwechseln mit der im Jahr 2009 als Continental Team registrierten Mannschaft Team Utensilnord. Mit Ablauf der Saison zog sich Named als Namenssponsor zurück und das Team beantragte keine Lizenz mehr als Professional Continental Team, sondern als ungarisches Continental Team mit geringerem Budget. Nach Ablauf der Saison 2015 wurde das Team nicht mehr als Team bei der UCI registriert und fährt seitdem weiter unter dem Namen Szuper Beton.

## Saison 2015

### Erfolge in der UCI Europe Tour
| Datum    | Rennen                                            | Kat. | Fahrer         |
| -------- | ------------------------------------------------- | ---- | -------------- |
| 25. Juni | Ungarische Meisterschaft – Einzelzeitfahren (U23) | CN   | Viktor Filutás |

### Abgänge – Zugänge
| Zugänge        | Team 2014        | Abgänge             | Team 2015           |
| -------------- | ---------------- | ------------------- | ------------------- |
| Zoltán Sipos   | Dinamo Bucuresti | Gianfranco Visconti | GM Cycling Team     |
| Viktor Filutás | Neoprofi         | Bernard Bendegúz    | Karriereende        |
| Gergő Gönczy   | Neoprofi         | Gregely Varró       | Karriereende        |
| Daniel Móricz  | Neoprofi         | Gianfelice Fonte    | Unbekannt           |
| Gergo Gonczi   | Neoprofi         | Ábel Kenyeres       | Tusnad Cycling Team |
| Bence Loki     | Neoprofi         | Gennaro Maddaluno   | Unbekannt           |
|                |                  | Daniele Scampamorte | Unbekannt           |

### Mannschaft
| Name                     | Geburtstag         | Nationalität | Team 2016                 |
| ------------------------ | ------------------ | ------------ | ------------------------- |
| Zsolt Dér (bis 11. Juli) | 25. März 1983      | Ungarn       | Start-Trigon Cycling Team |
| Viktor Filutás           | 28. September 1996 | Ungarn       |                           |
| Gergo Gonczi             | 2. Juli 1996       | Ungarn       |                           |
| Botond Holló             | 17. April 1992     | Ungarn       |                           |
| Zoltán Lengyel           | 25. April 1995     | Ungarn       |                           |
| Daniel Moricz            | 26. März 1996      | Ungarn       |                           |
| János Pelikán            | 19. April 1995     | Ungarn       | Amplatz-BMC               |
| Tibor Roka               | 20. Mai 1966       | Ungarn       |                           |
| Balázs Rózsa             | 26. November 1995  | Ungarn       | Differdange-Losch         |
| Zoltan Sipos             | 15. Dezember 1991  | Ungarn       |                           |
| Stagiaires               | Stagiaires         | Nationalität | Nationalität              |
| Matteo Ferretti          | Matteo Ferretti    | Italien      | Italien                   |
| Bence Loki               | Bence Loki         | Ungarn       | Ungarn                    |

## Platzierungen in UCI-Ranglisten
UCI Africa Tour
| Saison    | Mannschaftswertung | Fahrerwertung          |
| --------- | ------------------ | ---------------------- |
| 2010-2013 | -                  | -                      |
| 2014      | 17.                | Alessandro Mazzi (62.) |
| 2015      | -                  | -                      |

UCI America Tour
| Saison    | Mannschaftswertung | Fahrerwertung            |
| --------- | ------------------ | ------------------------ |
| 2010      | 25.                | Cristian Benenati (138.) |
| 2011      | 40.                | Giorgio Brambilla (359.) |
| 2012      | 35.                | Marco Zanotti (127.)     |
| 2013-2015 | -                  | -                        |

UCI Asia Tour
| Saison    | Mannschaftswertung | Fahrerwertung           |
| --------- | ------------------ | ----------------------- |
| 2010      | 20.                | Cristiano Salerno (36.) |
| 2011      | 48.                | Michele Merlo (135.)    |
| 2012-2015 | -                  | -                       |

UCI Europe Tour
| Saison | Mannschaftswertung | Fahrerwertung            |
| ------ | ------------------ | ------------------------ |
| 2010   | 13.                | Roberto Ferrari (22.)    |
| 2011   | 44.                | Paolo Bailetti (224.)    |
| 2012   | 61.                | Filippo Baggio (261.)    |
| 2013   | 24.                | Krisztián Lovassy (100.) |
| 2014   | 89.                | Balázs Rózsa (328.)      |
| 2015   | 132.               | Tibor Róka (1146.)       |

## Trikothistorie

2012